# Aloe ketabrowniorum
Aloe ketabrowniorum é uma espécie de liliopsida do gênero Aloe, pertencente à família Asphodelaceae.